# Пик Симона Боливара
Не следует путать с пиком Боливар (4978 м) — высочайшей вершиной Венесуэлы.

Пик Симона Боливара — вторая по высоте гора Колумбии и шестая по относительной высоте гора в мире; названа по имени борца за независимость Колумбии Симона Боливара.
Высота вершины 5775 метров над уровнем моря. Вместе с пиком Кристобаль-Колон (наивысшая точка Колумбии) входит в горный хребет Сьерра-Невада-де-Санта-Марта.